# Опорный каток

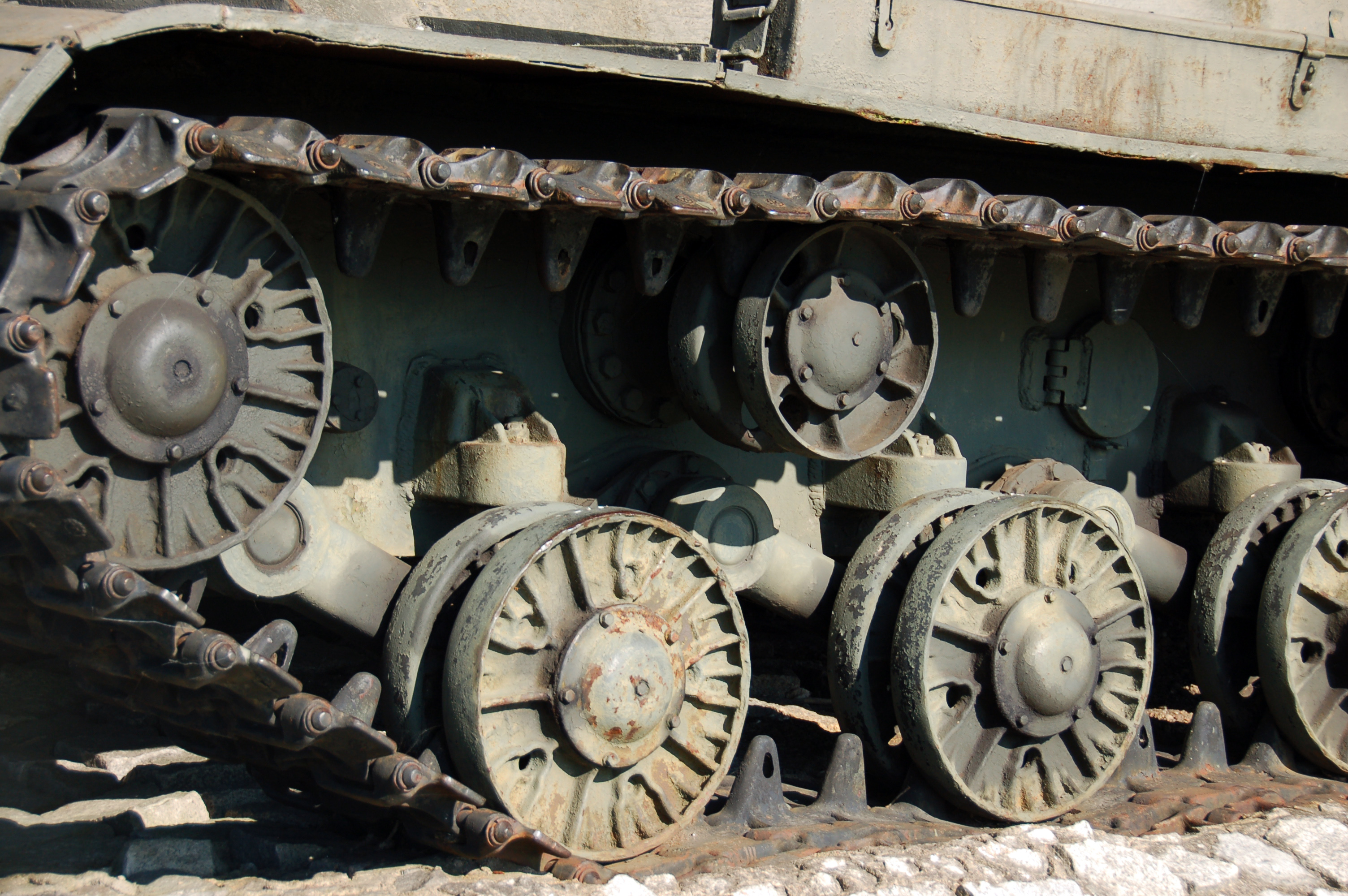
Ходовая часть советского тяжёлого основного танка ИС-2. Видны литые опорные катки.

Опорный каток — элемент гусеничного движителя, являющийся подвижной опорой гусеничной или полугусеничной машины (БТР, танка, трактора, и так далее) на гусеничных лентах.
При достаточно большом диаметре может также выполнять функции поддерживающего катка, неся верхнюю ветвь гусеницы. В конструкции колёсно-гусеничных танков со съёмными гусеничными лентами опорные катки также выполняли роль колёс для передвижения на колёсном ходу.
Монтируются опорные катки на подшипниках на осях, которые связываются с корпусом через подвеску. На быстроходных гусеничных машинах, с целью смягчения ударов о гусеницу во время движения по пересечённой местности, опорные катки обычно делают обрезиненными.

## Разновидности

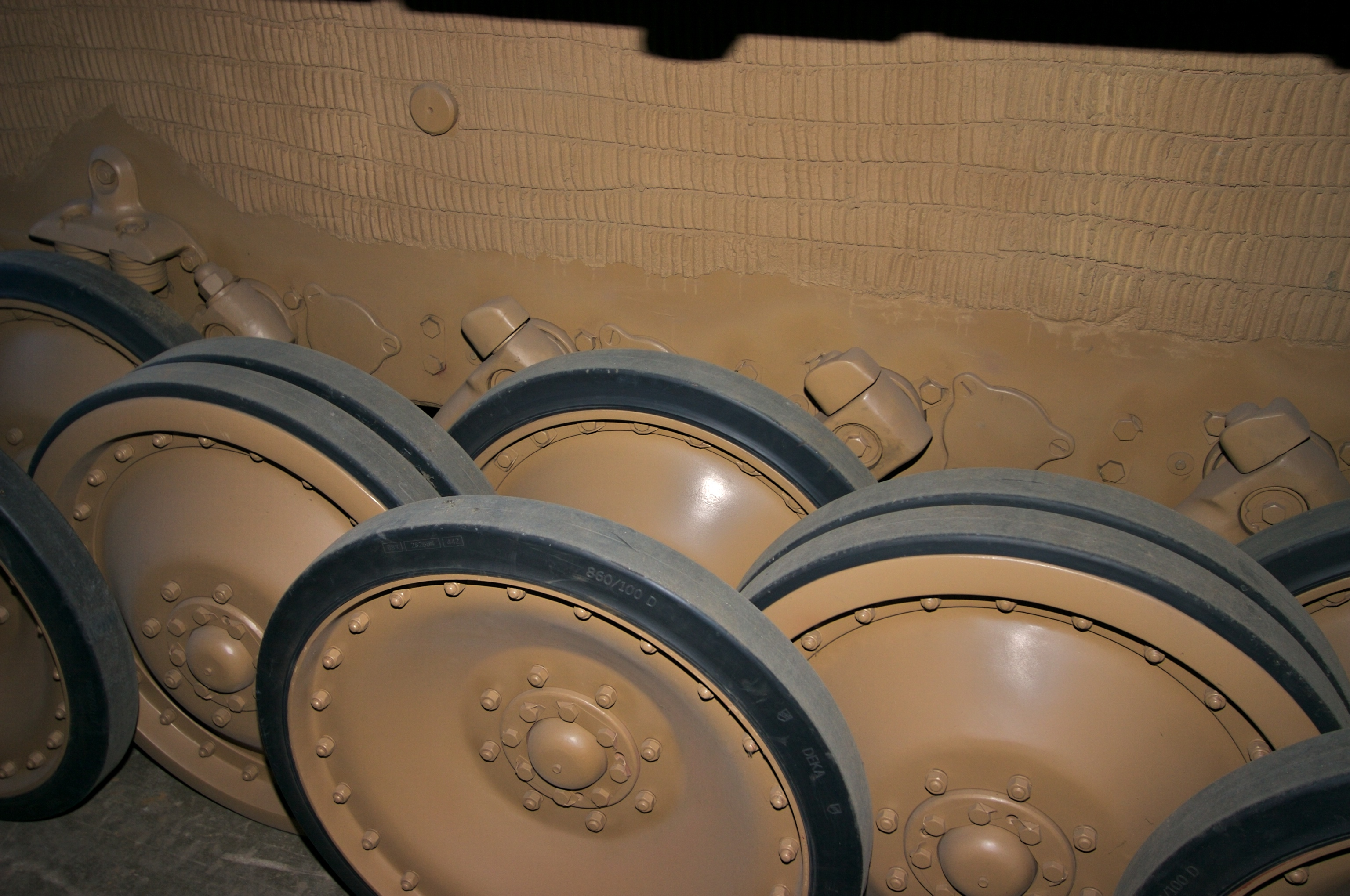
Ходовая часть немецких танков с «шахматным» расположением опорных катков конструкции Г. Книпкампа обеспечивала плавность хода и более равномерное распределение давления на грунт по опорной поверхности в сравнении с иными решениями. С другой стороны, такая конструкция ходовой части была сложна в производстве и ремонте, и имела больший вес.

В зависимости от конструкции опорные катки подразделяются на обрезиненные, необрезиненные и на катки с внутренней амортизацией.
Наиболее широко распространены обрезиненные опорные катки с внешними резиновыми бандажами. Их основной недостаток состоит в том, что в отдельный момент работает лишь небольшая часть резины, в результате чего материал испытывает на себе очень большое давление, быстро нагревается и разрушается.
Из-за недостатков обрезиненных катков на некоторых моделях танков использованы необрезиненные опорные катки (литые или штампованные) либо катки с внутренней амортизацией, в которых резиновые бандажи расположены между ступицей и стальным ободом. В катке с внутренним расположением бандажа работает приблизительно половина объёма резины, к тому же последняя защищена от случайных механических повреждений — однако смягчающее действие при использовании такой схемы куда слабее, чем при использовании наружного бандажа.
В начале 1930-х годов немецкий инженер Г. Книпкамп разработал и внедрил в эксплуатацию специфичную гусеничную подвеску — шахматное расположение опорных катков. В то время серьезную проблему представляла живучесть самих катков, точнее, резиновых бандажей. Подвеска Книпкампа позволяла максимально равномерно распределить нагрузку между катками и облегчить их диски. Средний танк «Пантера», и практически все тяжёлые танки и САУ (а также бронетранспортёры и иная колёсно-гусеничная техника) Германии во Второй мировой войне, были оснащены этой подвеской. После войны конструкторы танков от использования этой сложной подвески отказались, считая её не очень удачной в эксплуатации и весьма трудоёмкой в ремонте.
В странах Запада прорабатывался также вариант использования на танках обрезиненных опорных катков с пневматическими шинами (катки такого типа применяются на некоторых гусеничных вездеходах), однако распространения он не получил.
На тихоходных и тяжелых гусеничных тракторах как правило применяются цельнометаллические катки. На быстроходных — обрезиненные.

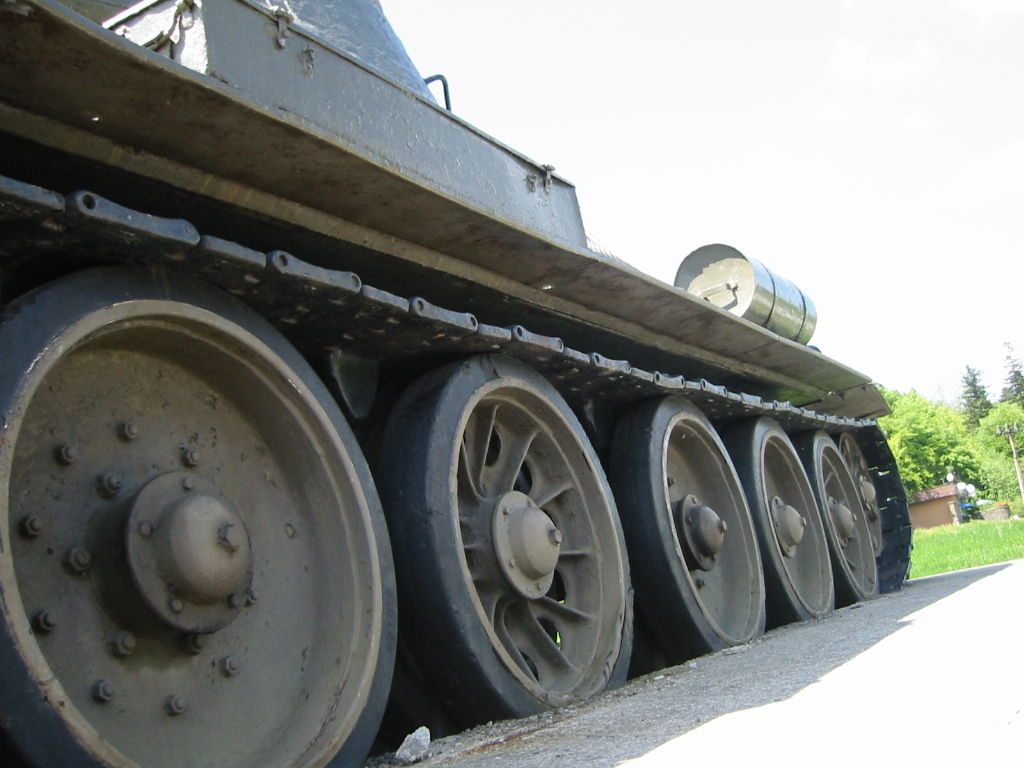
Обрезиненные опорные катки среднего основного танка Т-34.
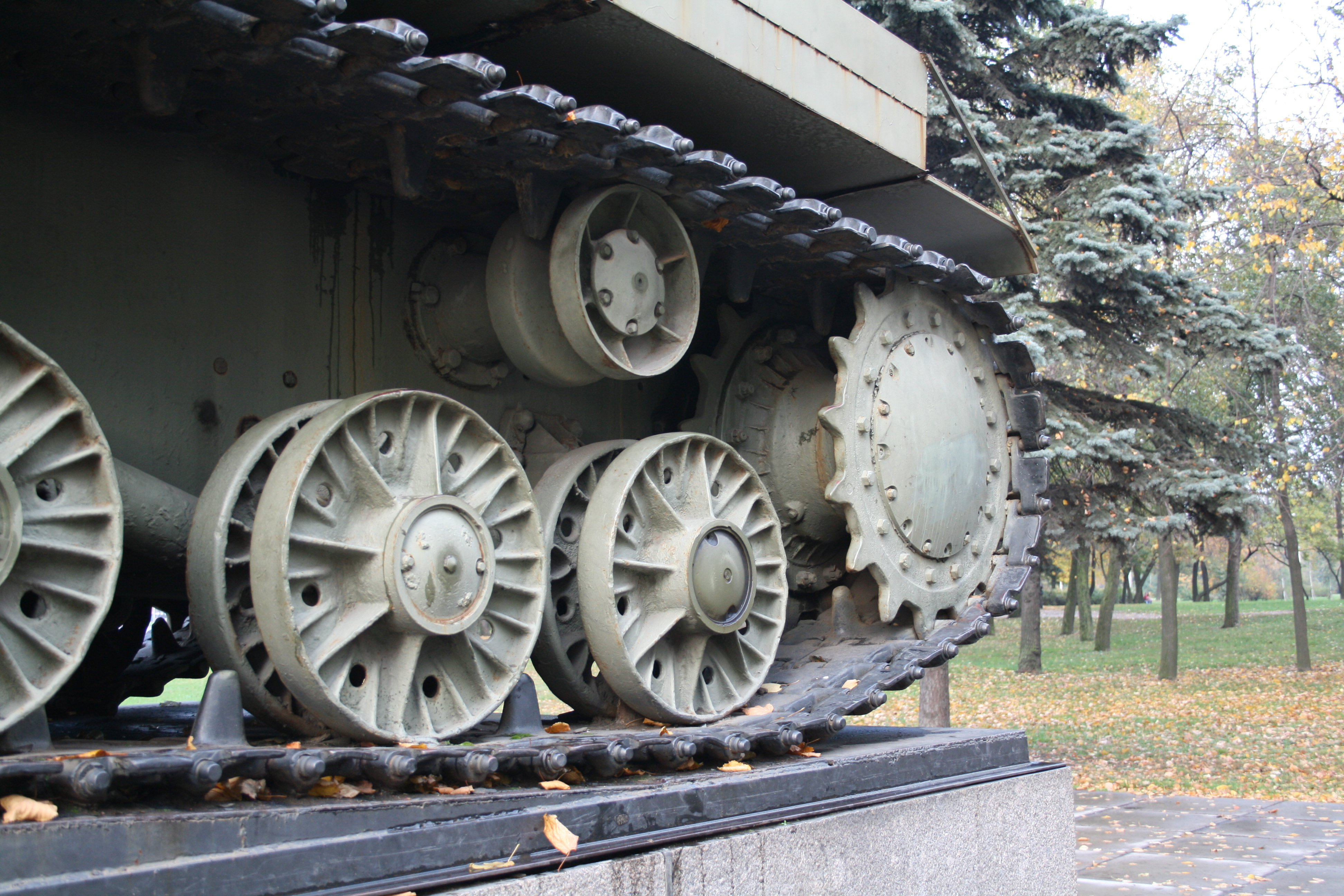
Ходовая часть тяжёлого танка КВ-85, опорные катки, поддерживающий каток и ведущее колесо.
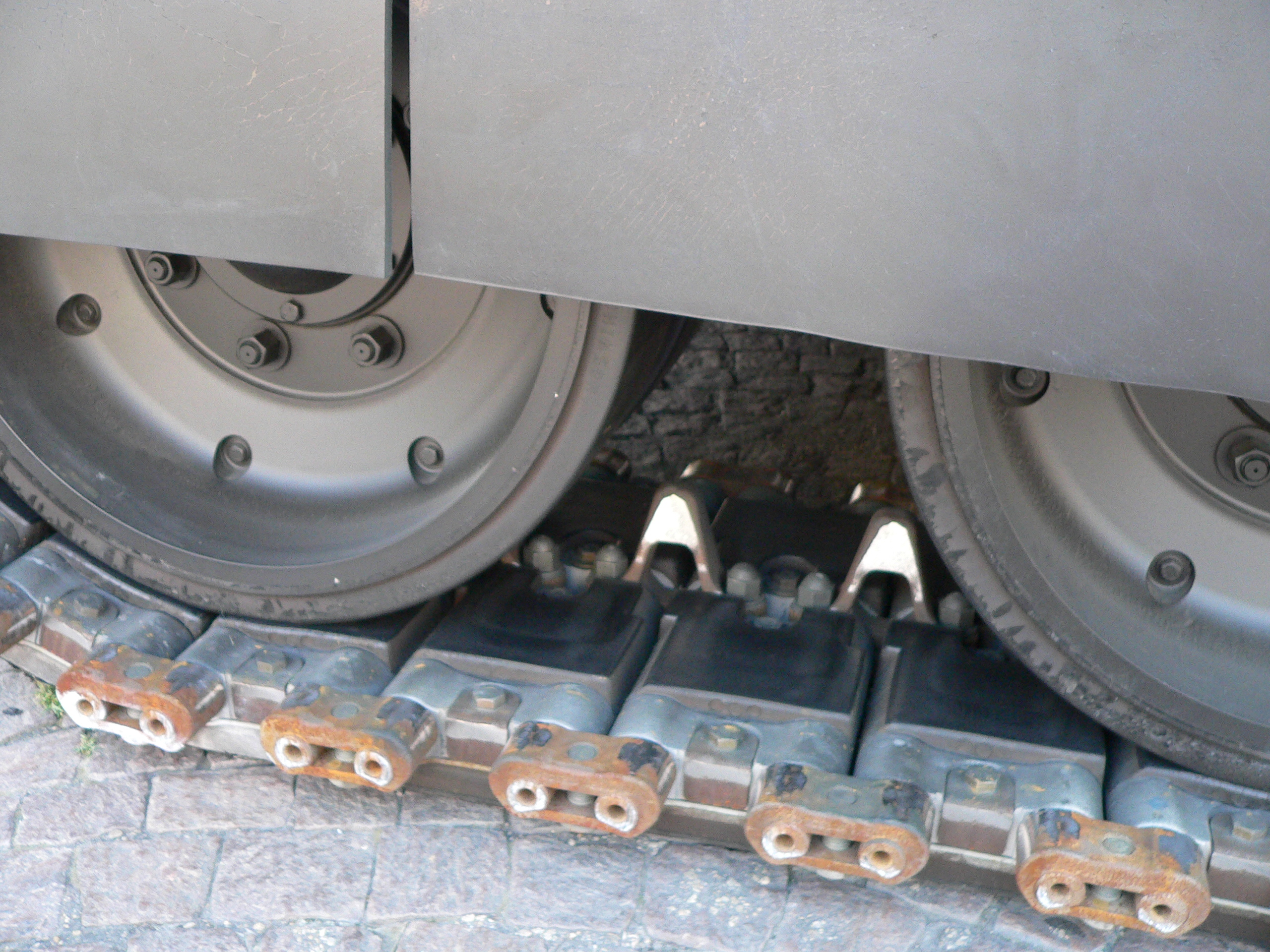
Обрезиненные опорные катки танка «Леклерк» крупным планом.
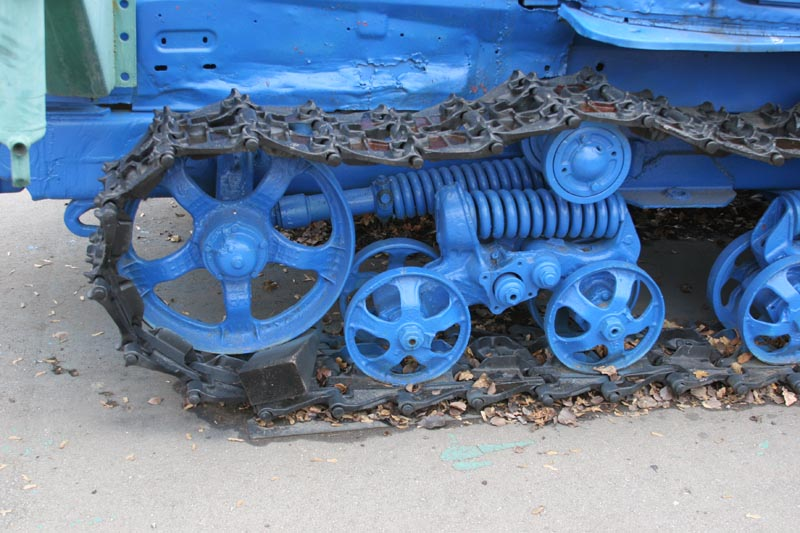
Ходовая часть быстроходного гусеничного трактора (опорные катки, поддерживающий каток) ДТ-75.

### Сноски
1. ↑  так, на созданном в межвоенный период советском среднем трёхбашенном танке Т-28, все опорные катки которого первоначально выполнялись обрезиненными, по результатам эксплуатации на две каретки в самой загруженной части корпуса стали устанавливать цельнометаллические катки